# Universitat de la Ciutat de Nova York
La Universitat de la Ciutat de Nova York (City University of New York o CUNY) és el sistema universitari públic de la ciutat de Nova York. És el sistema universitari urbà més gran dels Estats Units. CUNY va ser fundada el 1961 i comprèn 26 campus: onze col·legis superiors, set col·legis comunitaris, una universitat d'honor d'estudis i set institucions de postgrau. La universitat inscriu més de 275.000 estudiants i compta amb tretze guanyadors del premi Nobel i vint-i-quatre fellows MacArthur entre els seus antics alumnes.